# 設楽矢作のワロスタシー
『設楽矢作のワロスタシー』（したらやはぎのワロスタシー）は、TBS系列で放送されたバラエティ番組・特別番組である。

## 出演者

### MC
- 設楽統（バナナマン）
- 矢作兼（おぎやはぎ）

## ネット局
| 放送対象地域   | 放送局                | 系列    | 放送日時                     | 遅れ日数 |
| -------------- | --------------------- | ------- | ---------------------------- | -------- |
| 関東広域圏     | TBSテレビ（TBS）      | TBS系列 | 2014年4月8日 23:53 - 翌1:08  | 制作局   |
| 岡山県・香川県 | 山陽放送（RSK）       | TBS系列 | 2014年4月19日 0:55 - 2:10    | 10日遅れ |
| 長崎県         | 長崎放送（NBC）       | TBS系列 | 2014年4月21日 23:53 - 翌1:08 | 13日遅れ |
| 北海道         | 北海道放送（HBC）     | TBS系列 | 2014年4月22日 0:39 - 1:55    | 13日遅れ |
| 石川県         | 北陸放送（MRO）       | TBS系列 | 2014年4月24日 0:03 - 1:18    | 15日遅れ |
| 山形県         | テレビユー山形（TUY） | TBS系列 | 2014年5月1日 0:38 - 1:53     | 22日遅れ |
| 福岡県         | RKB毎日放送（RKB）    | TBS系列 | 2014年7月10日 3:25 - 4:40    | 92日遅れ |

## 主なスタッフ
- 製作：TBS